# Транспорт в Южном Судане
Транспорт в Южном Судане (англ. Transport in South Sudan) — система транспортных средств, предназначенная для перевозки пассажиров и грузов в Южном Судане.

## Железнодорожный транспорт
Протяжённость железных дорог в Южном Судане — 248 км. Единственная линия в стране соединяет город Бабануса в Судане с городом Вау. Используется капская колея. При этом её использование ограничено, так как большая часть железнодорожных путей находится в аварийном состоянии.

## Автомобильные дороги
Протяжённость автомобильных дорог — около 7 тыс. км. Большинство дорог с гравийным покрытием и находится в аварийном состоянии. Через Южный Судан проходит автомобильное трансафриканское Шоссе Каир-Кейптаун.

## Авиационный транспорт
Общее количество аэропортов в стране: 85
Место страны в мире: 64 (2013).
Крупнейшие аэропорты: Международный аэропорт Джубы (ВПП 2400 метров на 45 метров), Малакал (ВПП 2000 метров на 38 метров). Румбек, Нимуле, Акобо.

### Аэропорты с асфальтированным покрытием
Всего аэропортов: 3
от 2,438 до 3,047 м: 1
от 1,524 до 2,437 м: 2

### Аэропорты с не асфальтированным покрытием
Всего аэропортов: 82
от 2,438 до 3,047 м: 1
от 1,524 до 2,437 м: 12
от 914 до 1,523 м: 35
до 914 м: 34